# Hôtel de ville de Delft
Ne doit pas être confondu avec Maison communale de Delft.
L’hôtel de ville de Delft (néerlandais : Stadhuis van Delft) est un bâtiment de style Renaissance se situant sur la place du marché (en néerlandais : Grote Markt) et face à la nouvelle église de Delft.
Le bâtiment était le siège de la commune de Delft et est utilisé aujourd'hui comme écrin pour des réceptions ou des événements protocolaires.

## Histoire
Une partie du bâtiment date du XIIIe siècle. Une grande partie du bâtiment a été construite pendant le XIVe siècle. L'hôtel de ville a survécu au grand incendie de 1536 qui a ravagé la ville de Delft. En revanche, le bâtiment est détruit par l'incendie du 4 mars 1618. À partir de 1618-1620, des travaux de reconstruction et d'extension sont entrepris sous la direction d'Hendrick de Keyser, autour de la tour centrale appelée la vieille pierre (en néerlandais : De Oude Steen) qui a été peu touchée par l'incendie de 1618.
Dans la tour centrale se trouve une ancienne salle de torture.

## Galerie

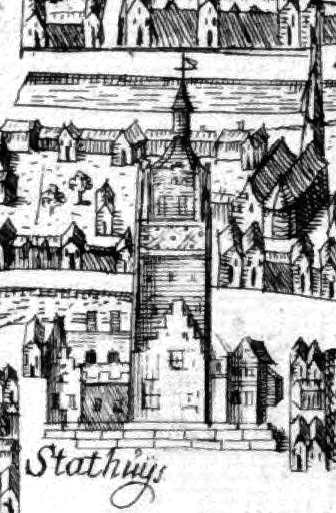
L'hôtel de ville de Delft vers 1560 (Fragment d'une carte de Reinier Boitet)
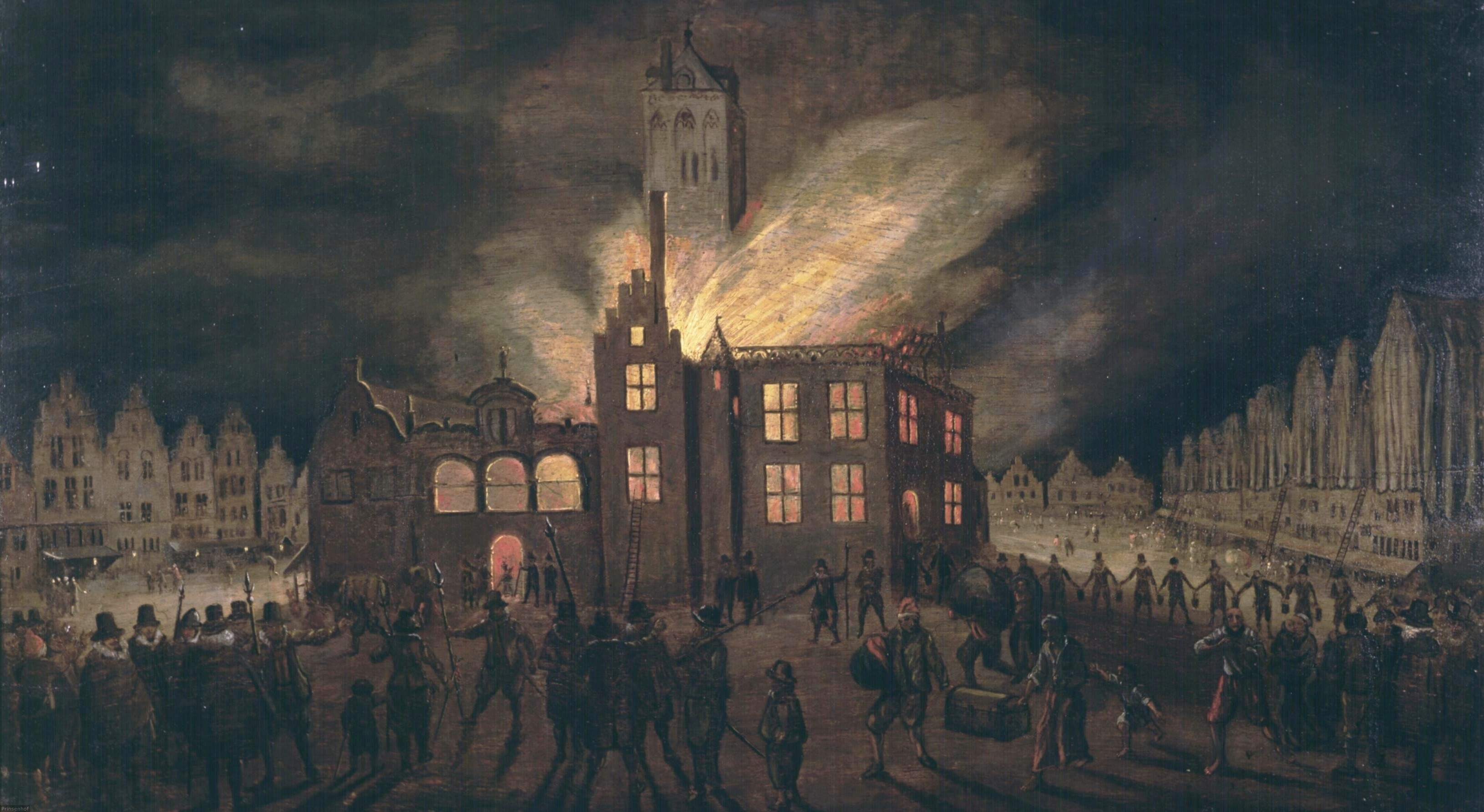
L'incendie de l'hôtel de ville le 4 mars 1618
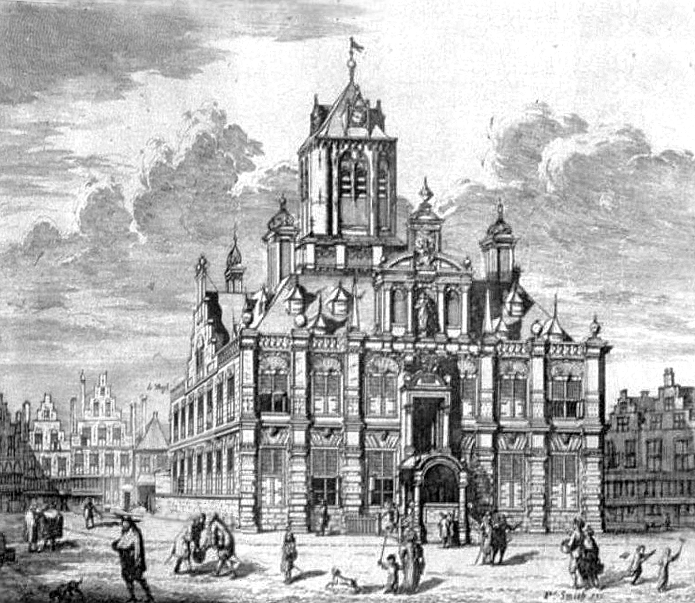
Ouvrage de Hendrick de Keyser (1618-1620)
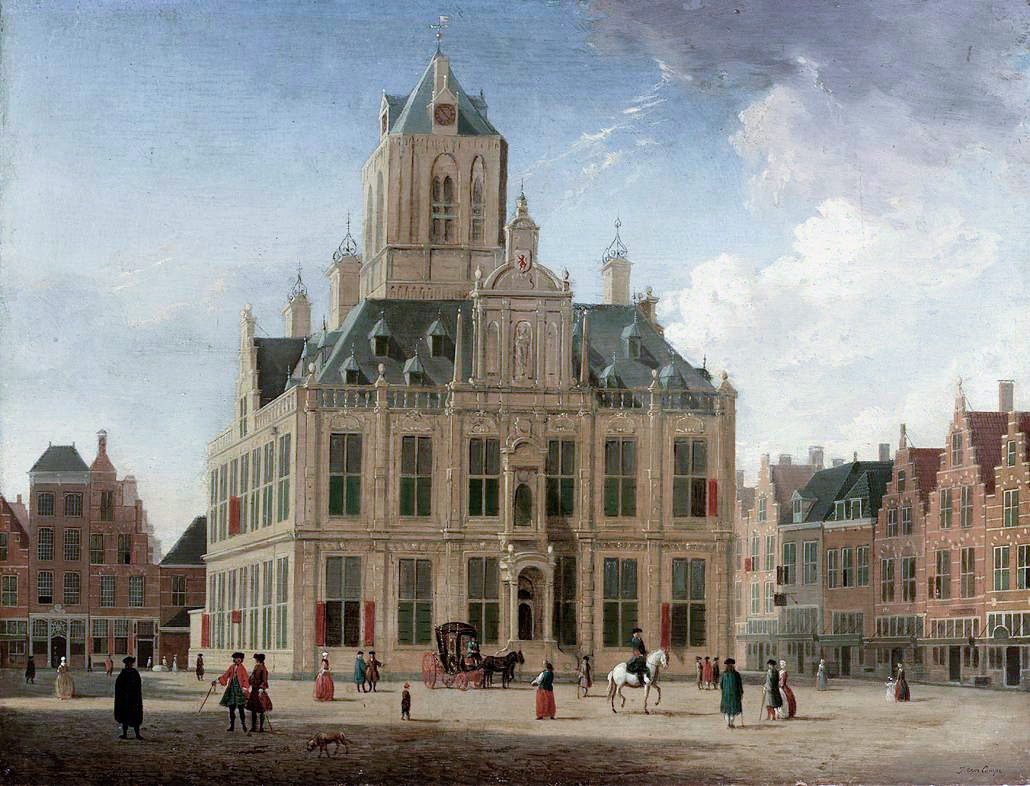
Une vue de l'hotel de ville de Delft illustré par Jan ten Compe, vers 1750
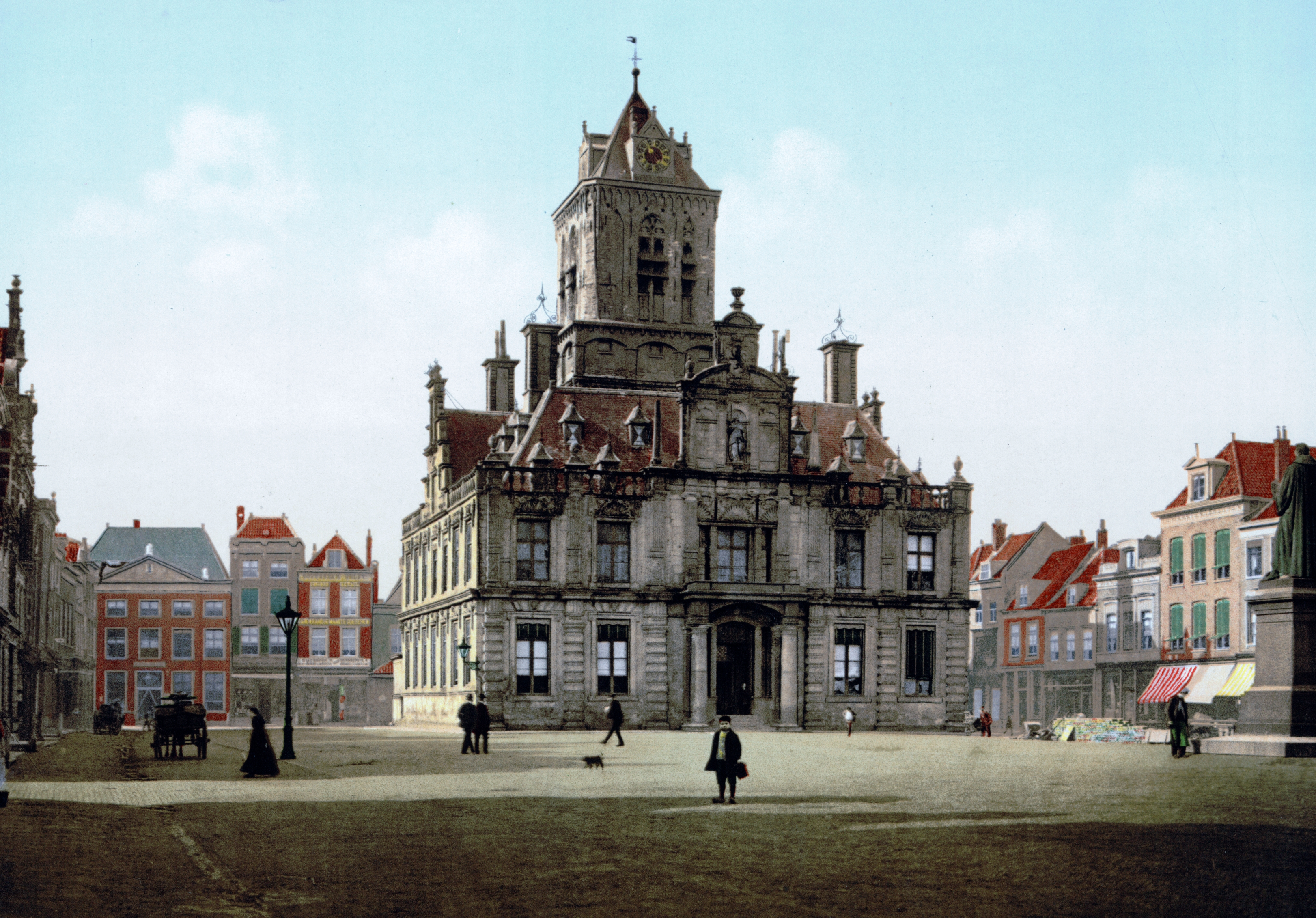
L'hôtel de ville en 1900
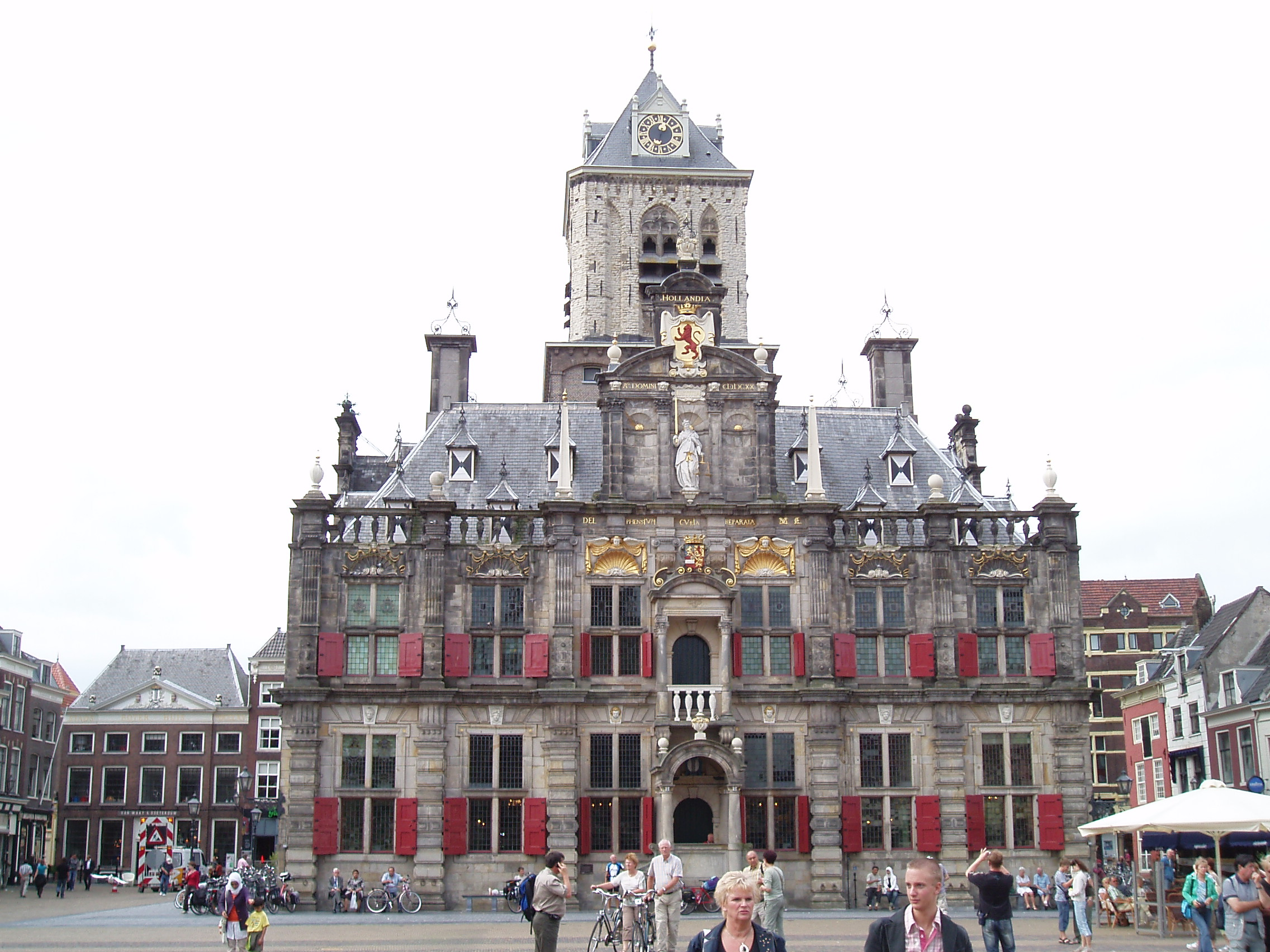
L'hôtel de ville aujourd'hui